# Sinibald Mas i Gas
Sinibald de Mas i Gas, més conegut com Sinibald de Mas, (Torredembarra, juny de 1735 – Barcelona, 31 de juliol de 1806) fou un home de mar, navegant i l'impulsor de l'Escola de Nàutica de Barcelona, de la que fou director i professor entre 1769 i 1806.
Havia començat a navegar als catorze anys. Anà a Amèrica el 1762 i fou retingut per corsaris anglesos. Un cop alliberat, en tornar a Catalunya fou capturat per pirates d'Algèria, que el van fer treballar en les seves naus (1762-68). Expert marí i bon cosmògraf, després de llargues i accidentades navegacions va obtenir el títol de primer pilot d'altura l'any 1768 de l'Escola de Pilotatge de Cartagena.

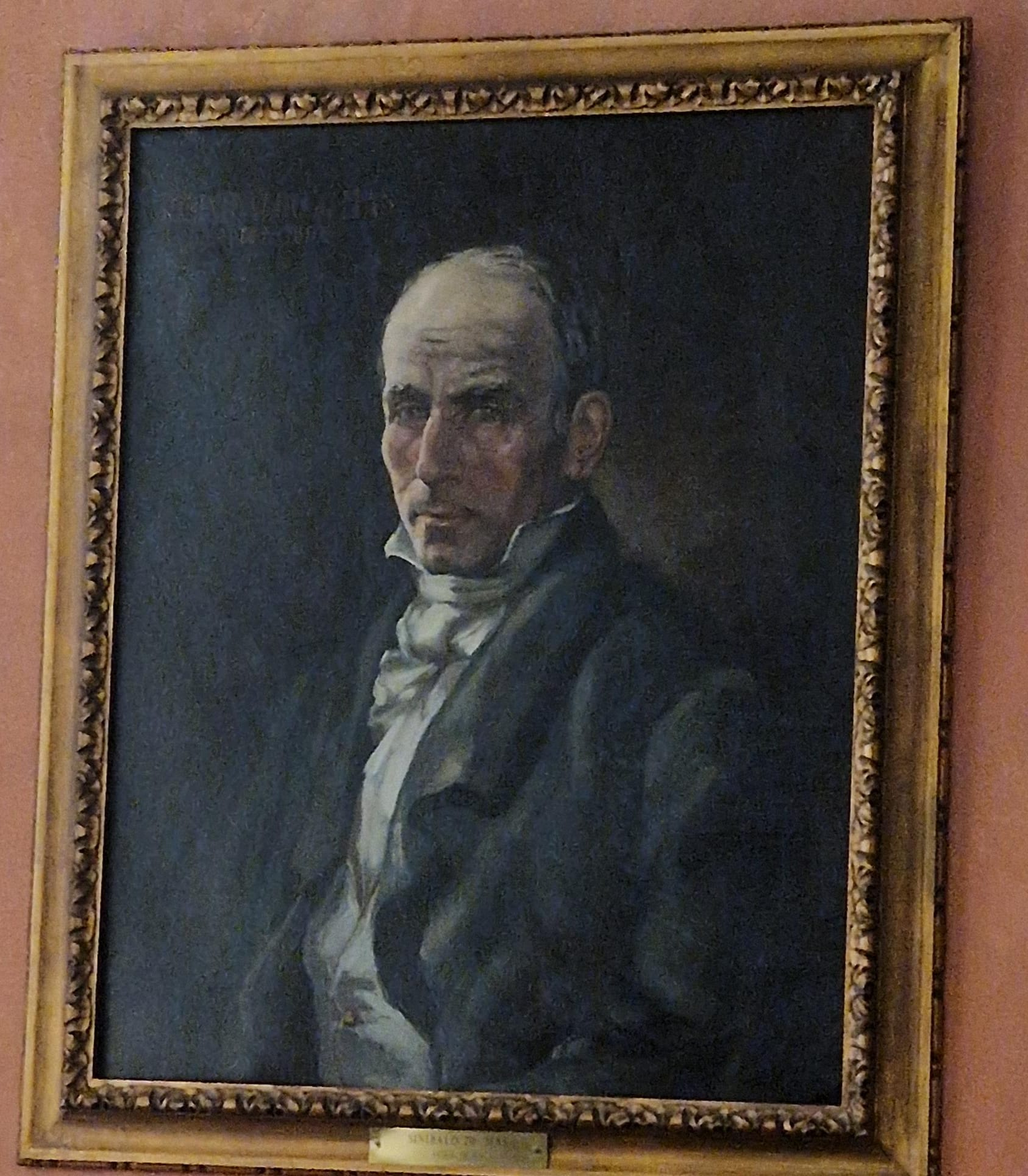
Retrat de Sinibald de Mas, situat a la Facultat de Nàutica de Barcelona

Amb aquesta titulació a la mà va presentar-se a Barcelona per plantejar a la Junta de Comerç la proposta de la creació d'una escola de nàutica. La Junta de Comerç va establir l'Escola de Nàutica pel seu compte, confiant la direcció a Sinibald de Mas. La Junta va fixar que, després d'un nombre d'anys prudencial, ningú que no hagués passat l'examen no podria comandar embarcacions. Sinibald de Mas es va comprometre a ensenyar les regles geomètriques i cosmogràfiques, el maneig de totes les operacions de navegació, astronomia aplicada, etc. A canvi del seu professorat, la Junta va assignar-li un sou durant quatre anys, a més de pagar el lloguer del local per establir l'Escola i de comprometre's a adquirir els instruments necessaris per a l'ensenyament. Cap a l'any 1796 Sinibald de Mas va anar a Londres, on comprà aparells per a l'escola. Intentà d'oposar-se a l'uniformisme imposat per Madrid als plans d'estudi de nàutica. Va ser el director de l'escola fins al 1806 quan va morir i fou substituït pel seu ajudant.

## Centre d'Estudis Sinibald de Mas
L'any 1983 es va fundar a Torredembarra el Centre d'Estudis Sinibald de Mas, entitat de caràcter cultural que té com a finalitat impulsar la recerca, els estudis, el debat, la difusió i la conservació dels valors culturals, científics i artístics de l'àmbit de Torredembarra i les localitats veïnes. El centre organitza sortides, conferències i exposicions, i edita periòdicament el Recull de Treballs amb estudis monogràfics sobre diferents temes d'interès.